# Gongylolepis
Gongylolepis é um género botânico pertencente à família Asteraceae.